# Yunús-bek Yevkúrov
Yunús-bek Bamatguiréyevich Yevkúrov (en ruso: Юну́с-бек Баматгире́евич Евку́ров; nacido el 23 de julio de 1963 en la República Autónoma Socialista Soviética de Osetia del Norte, RSFS de Rusia) fue el jefe de la república meridional rusa de Ingusetia, nombrado por el presidente Dmitri Medvédev, el 30 de octubre de 2008  Al siguiente día, la Asamblea Popular de la República de Ingusetia, el parlamento regional de la república, votó a favor del nombramiento de Yevkúrov, convirtiéndose en el tercer jefe de Ingusetia.
Es un militar de carrera, paracaidista, y héroe de la Federación de Rusia que participó en numerosos conflictos en los que Rusia jugó un papel clave, incluido Kosovo (1999 ) y en Chechenia. El 22 de junio de 2009, Yevkúrov resultó gravemente herido tras un atentado con un coche bomba en su caravana de automóviles en la ciudad de Nazrán. El 23 de octubre de 2011, Yevkúrov fue de nuevo un objeto de un atentado durante un día de fiesta nacional.
Como jefe de Ingusetia, ha logrado estabilizar la situación de la delincuencia y lograr cambios sociales positivos dentro de la república rusa. El 26 de junio de 2019 fue sucedido en su cargo por Mahmud-Ali Kalimatov.